# Judit Pecháček
Judit Pecháček (rozená Bárdos; * 12. května 1988 Bratislava) je slovenská herečka maďarské národnosti. Je dcerou moderátorky a novinářky Ágnes Bárdos a politika Gyuly Bárdose. Její sestra Kinga Bárdos je básnířkou. V létě 2022 se vdala za kameramana a herce Miloslava Pecháčka.

## Život
Předtím, než začala s herectvím, studovala na konzervatoři čtyři roky hru na klavír. Herectví vystudovala na Vysoké škole múzických umění v Bratislavě.
Judit Pecháček je převážně divadelní herečka. Účinkuje v Divadle Andreje Bagara a Jókaiho divadle, hostovala též ve Slovenském národním divadle. Ve filmu debutovala roku 2011 v celovečerním filmu Dům režisérky Zuzany Liové, kde ztvárnila postavu Evy. Za tuto roli získala na Art Film Fest 2011 ocenění Modrý anjel za nejlepší ženský herecký výkon. Dále získala cenu Igric a v neposlední řadě významné ocenění Slnko v sieti. Za roli Anny ve filmu Fair Play byla nominována na cenu Český lev za rok 2015.
V roce 2017 byla obsazena ve dvou českých seriálech. V seriálu režiséra Roberta Sedláčka Bohéma, pojednávajícím o zákulisí života českých herců za druhé světové války a počátku komunistického režimu, ztvárnila Lilli Královou; postava je kombinací osudů několika českých hereček. Dále vystoupila v seriálovém krimidramatu z ústeckého kraje normalizačních osmdesátých let Svět pod hlavou. Zde získala dvojroli doktorky Kristýny Čáslavové a Daniely, které jsou spojnici mezi životem hlavního hrdiny v současnosti a v roce 1982.

## Filmografie
(výběr)
- 2011 – Dr. Ludsky (TV seriál)
- 2011 – Dům
- 2013 – Dobrý človek (studentský film)
- 2013 – Good Night
- 2013 – Kandidát
- 2014 – Doktori (TV seriál)
- 2014 – Dvere (studentský film)
- 2014 – Fair Play
- 2014 – Láska na vlásku
- 2014 – V tichu
- 2015 – Krisztina (studentský film)
- 2017 – Svět pod hlavou (TV seriál) – dr. Kristýna Čáslavová
- 2017 – Bohéma (TV seriál) – Lilli Králová
- 2017 – Pěstírna (internetový seriál)
- 2017 – Tajné životy (TV seriál)
- 2017 – Out (studentský film)
- 2018 – Chata na prodej
- 2018 – Čertí brko
- 2020 – Herec (TV seriál) – Eva    Doležalová
- 2022 – Poslední závod – Slavěna Hančová
- 2023 – Místo zločinu České Budějovice - kapitán Jana Šímová
- 2023 – Piargy
- 2023 – A máme, co jsme chtěli – Helena Varchal
- 2025 – Tichá pošta